# Royal Manchester Institution
La Royal Manchester Institution (RMI) est une ancienne société savante anglaise fondée le 1er octobre 1823 lors d'une réunion publique organisée dans la salle d'échange par des marchands de Manchester, des artistes locaux et d'autres personnes désireuses de gommer l'image de Manchester d'une ville sans culture ni goût. 

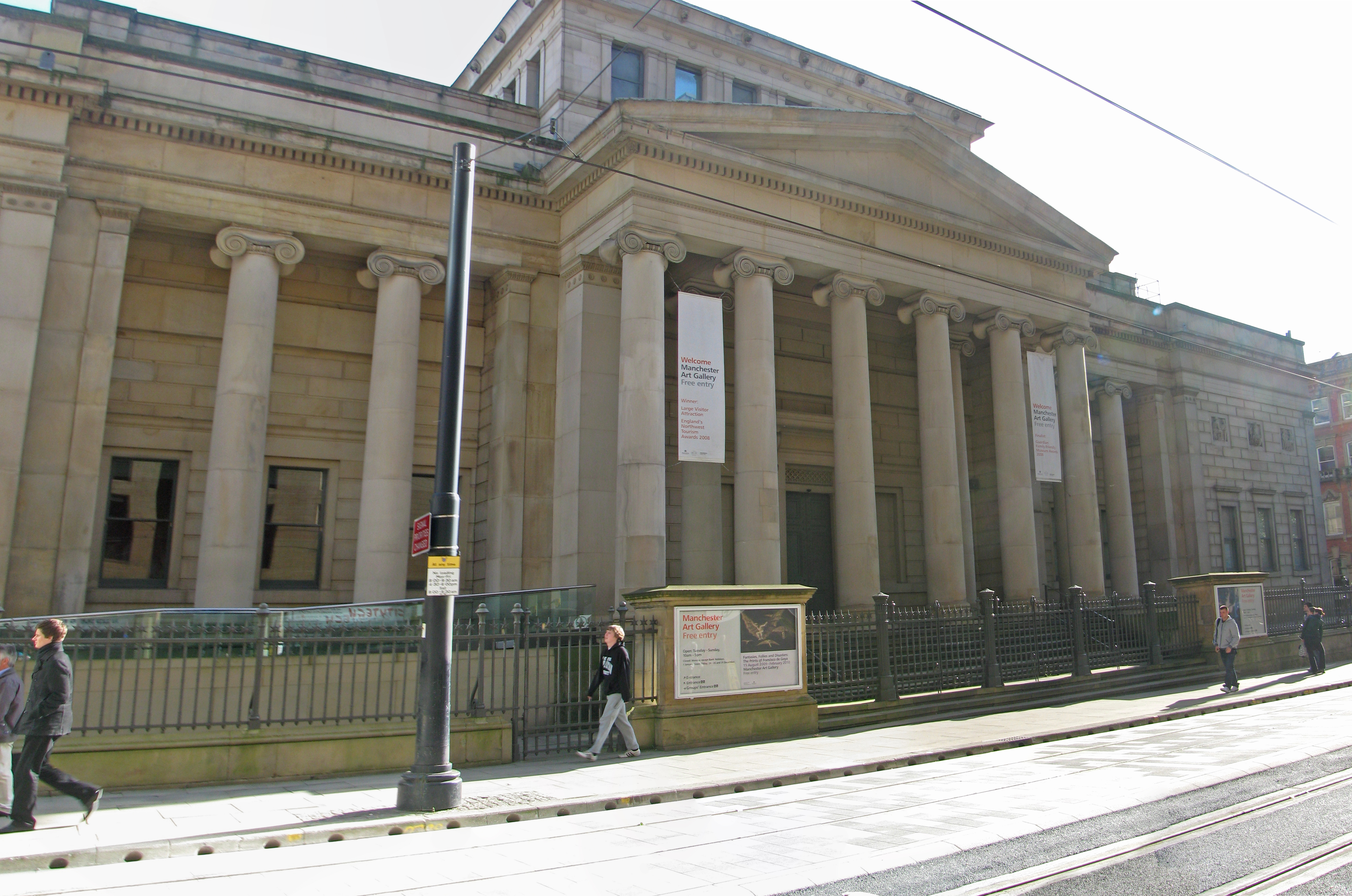
Le siège de la Royal Manchester Institution est aujourd'hui la Manchester Art Gallery.

L'institution était abritée dans un bâtiment de Mosley Street (en) conçu par Charles Barry en 1824. La construction du bâtiment a commencé en 1825 et a été achevée en 1835, pour un coût de 30 000 £. Monument classé de grade I, il s’agit de son seul bâtiment public de style néo-classique grec. L'institution organise régulièrement des expositions d'art, collectionne des œuvres d'art et fait la promotion des arts en général à partir des années 1820 jusqu'en 1882, date à laquelle l'édifice et ses collections sont transférés en vertu d'une loi du Parlement à Manchester Corporation, devenant ainsi la Manchester Art Gallery. 
Dans le sous-sol un laboratoire a été installé par Lyon Playfair, qui y a travaillé brièvement comme professeur de chimie après son départ de Thomson de Clitheroe. Son successeur Frederick Crace Calvert fabriqua du phénol utilisé par Joseph Lister comme antiseptique.
La première école de design de Manchester a été installée dans le bâtiment à partir de 1838. Dans les années 1880, elle a déménagé dans des locaux de Cavendish Street, à Chorlton on Medlock, qu'elle occupe toujours dans le cadre de la Manchester Metropolitan University[citation nécessaire].

## Dirigeants
Les vice-présidents de l'Établissement ont compté Joseph Jordan, un pionnier de l'enseignement médical provincial, qui a occupé ce poste en 1857.

## Pour approfondir
- (en) Bud, R. F. (1974) "The Royal Manchester Institution", in D. Cardwell (ed.) Artisan to Graduate: Essays to Commemorate the Foundation in 1824 of the Manchester Mechanics' Institution, Manchester: Manchester University Press,  (ISBN 0-7190-1272-4)
- (en) Cleveland, S. D., The Royal Manchester Institution, Manchester, Manchester City Art Gallery, 1931
- (en) Kargon, R. H., Science in Victorian Manchester : Enterprise and Expertise, Baltimore, Johns Hopkins University Press, 1977 (ISBN 0-8018-1969-5)
- (en) A grand old gallery - The Royal Manchester Institution – as it came to be known